# Camarosporiopsis capparis
Camarosporiopsis capparis är en svampart som först beskrevs av S. Ahmad, och fick sitt nu gällande namn av Abbas, B. Sutton & Ghaffar 2000. Camarosporiopsis capparis ingår i släktet Camarosporiopsis, divisionen sporsäcksvampar och riket svampar.   Inga underarter finns listade i Catalogue of Life.